# Mestizajes
Mestizajes es un programa transdisciplinar del Donostia International Physics Center (DIPC) y constituye un espacio alternativo para el encuentro de artistas, escritores, científicos y humanistas. Creado y dirigido por el científico y escritor Gustavo Ariel Schwartz, su propósito consiste en explorar y transitar las fronteras entre arte, literatura, ciencia y humanidades. Mestizajes constituye un lugar para el debate transdisciplinar, para pensar diferente, para imaginar; un lugar para la generación y la comunicación de nuevas formas de conocimiento a partir de la hibridación de ideas provenientes de diversos ámbitos del saber y de la cultura. Mestizajes pretende abrir un camino que permita transitar la frontera entre arte, literatura y ciencia y crear allí un terreno fértil para la generación de nuevas ideas. Mediante workshops, conferencias, residencias y colaboraciones, Mestizajes busca fomentar la participación activa y una mirada crítica de la realidad.

## Actividades
En el marco del programa Mestizajes se han organizado tres Encuentros Internacionales sobre Literatura y Ciencia (2011, 2014 y 2017); en el año 2012 se ha lanzado el programa Escritores en Residencia, a través del cual el escritor Eduardo Berti ha realizado una estancia de seis meses en el DIPC para explorar las fronteras entre Literatura y Ciencia; en 2013 se ha escrito y producido la obra de teatro La entrevista que fue estrenada en San Sebastián y representada luego en Bilbao, Vitoria y Pamplona en el contexto del Festival de Ciencia Quantum13 organizado por el DIPC. En 2016 se ha presentado el proyecto audiovisual Realidad Conexa, una colección de 8 cápsulas audiovisuales sobre la intuición y la razón; sobre la ciencia, el arte, la literatura; sobre el conocimiento y las formas de llegar a él. En 2017, tras dos años de trabajo, se ha publicado la obra colectiva #Nodos, en la que cerca de noventa científicos, escritores, artistas y pensadores de todo el mundo exploran las posibilidades del conocimiento transdisciplinar. Se han organizado también numerosas Charlas para públicos tanto académico como general y se han escrito y publicado varios Artículos acerca de las relaciones entre Arte, Literatura y Ciencia.

## Producción teatral y audiovisual
La entrevista es una obra de teatro que ha sido escrita a cuatro manos por la escritora Luisa Etxenike y el físico y escritor Gustavo Ariel Schwartz en una colaboración transdisciplinar novedosa e innovadora. Este trabajo teatral conjunto se enmarca dentro del programa Mestizajes del Donostia International Physics Center. Pablo Viar fue el director artístico y los actores fueron David Luque y Aitor Mazo. La obra se estrenó en el teatro Victoria Eugenia de San Sebastián el 4 de octubre de 2013 como colofón del festival científico Passion for Knowledge Quantum13.
Realidad Conexa constituye un proyecto audiovisual en el que se presentan los vínculos y conexiones entre diversos ámbitos del conocimiento. En particular, se muestran las relaciones entre ciencia, arte y literatura. Estas cápsulas ponen de manifiesto, por ejemplo, la relación de la matemática fractal con la literatura, de la teoría de la relatividad con el cubismo o de la pintura con el funcionamiento del cerebro. El tráiler y las 8 cápsulas de Realidad Conexa están disponibles en el canal de Mestizajes en Vimeo. Tienen una duración aproximada de 2 minutos cada una y pueden ser utilizadas y distribuidas bajo licencia de Creative Commons. Todas las cápsulas están locutadas en castellano e inglés. El proyecto Realidad Conexa ha sido coordinado por Gustavo Ariel Schwartz y Ana Montserrat. 

## Mestizantes
Mestizante es un término acuñado por Gustavo Ariel Schwartz y se refiere a toda persona que busca y fomenta la hibridación entre los diferentes ámbitos del conocimiento y aborda los problemas complejos a partir del mestizaje entre disciplinas. Los mestizantes son personas contrarias a la especialización y abiertas a un pensamiento amplio e integrador. Desde 2011 han pasado por el programa Mestizajes personas de muy diversa índole que han contribuido a diluir las fronteras entre los diversos ámbitos del conocimiento. 
- Mestizantes colaboradores: Eduardo Berti, Luisa Etxenike, Ana Montserrat, Víctor Bermúdez.
- Mestizantes plenarios en los encuentros de Mestizajes: (2011) Luisa Etxenike, Alberto Rojo, Guillermo Martínez, Luis Sáez Rueda, Agustín Fernández Mallo, Mariasún Landa Etxebeste, Bernardo Atxaga; (2014) Jorge Wagensberg, Amelia Gamoneda, Itziar Laka, Emmánuel Lizcano Fernández, Clara Martin, Rodrigo Quien Quiroga, Jorge Volpi,[12] José Manuel Sánchez Ron; (2017) Pedro Miguel Echenique, Clara Janés, Kepa Ruiz-Mirazo, Ricard Solé, Nicola Molinaro, Isabel Jaén Portillo.
- Otros mestizantes: Marta Macho Stadler, Jaume Navarro, Enrique Solano, Tomás Yerro, Giovanni Vignale, Ariane Koek, Amy Catanzano, Juan Luis Suárez.

## Publicaciones
- La entrevista / The interview, Luisa Etxenike y Gustavo Ariel Schwartz, El gallo de oro, 2016. ISBN 978-8416575046
- #Nodos, Gustavo Ariel Schwartz y Víctor Bermúdez (Eds), Next Door Publishers, 2017. ISBN 978-8494666971